# Klaus Maria Brandauer

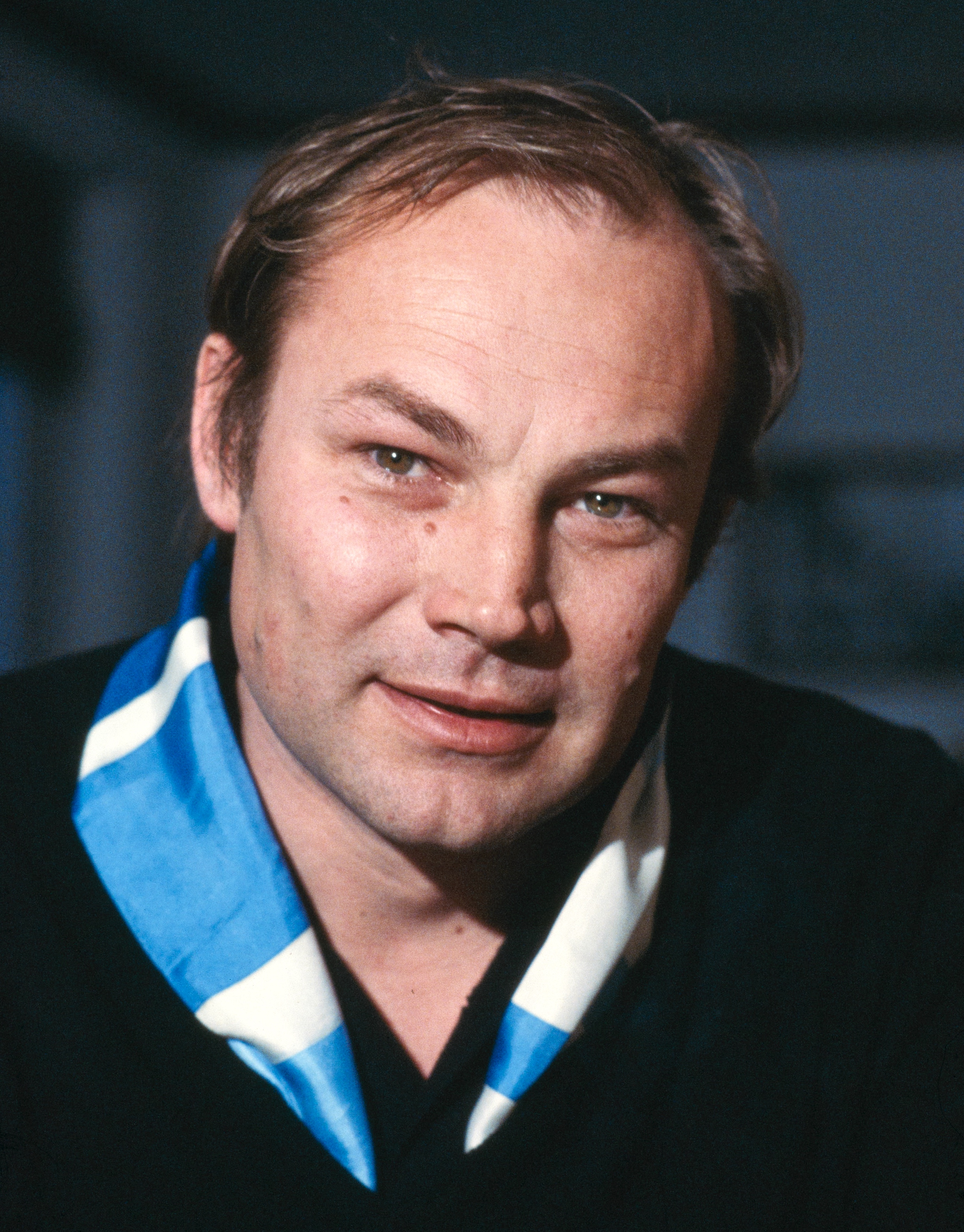
Klaus Maria Brandauer (1982).

Klaus Maria Brandauer ([klaʊ̯s maˈʀiːa ˈbʀandaʊ̯ɐ]ⓘ), właśc. Klaus Georg Steng (ur. 22 czerwca 1943 w Bad Aussee) – austriacki aktor i reżyser.

## Życiorys

### Wczesne lata
Urodził się jako Klaus Georg Steng w Bad Aussee jako syn Marii Brandauer i Georga Stenja, urzędnika państwowego. Później przyjął imię swojej matki jako część swojego zawodowego nazwiska, Klaus Maria Brandauer. Uczęszczał do niemieckiej Hochschule für Musik und Darstellende Kunst w Stuttgarcie. 

### Kariera
W 1963 zadebiutował na scenie w tytułowej roli w sztuce Don Carlos. Występował potem w teatrach w Tybindze, Salzburgu, Düsseldorfie, Zurychu i słynnym Burgtheater w Wiedniu.
Po raz pierwszy pojawił się na małym ekranie w telewizyjnym melodramacie historycznym Das Käthchen von Heilbronn (1968). W 1975 wystąpił w drugim sezonie serialu Derrick w odcinku 8 pt.: „Pfandhaus”. 
W miniserialu Jan Krzysztof (Jean-Christophe, 1978) zagrał tytułową rolę kompozytora. Rozgłos światowy przyniosła mu kontrowersyjna postać aktora Hendrika Hoefgena, który ulega zarażeniu faszyzmem i degraduje się moralnie w dramacie Istvána Szabó Mefisto (Mephisto, 1981). 
W filmie sensacyjnym Nigdy nie mów nigdy (Never Say Never Again, 1983) zagrał Maximiliana Largo, diabolicznego oponenta Jamesa Bonda, z którym rozgrywa elektroniczny pojedynek w kasynie w Monte Carlo.
Rola pułkownika Alfreda Redla w dramacie Istvána Szabó Pułkownik Redl (Oberst Redl, 1985) pozwoliła mu na zademonstrowanie całej jego ekspresji i skali talentu. 
W telewizyjnej adaptacji powieści Henryka Sienkiewicza Rai Uno Quo vadis (1985) wcielił się w postać bufonowatego Nerona. 
Za drugoplanową kreację w melodramacie Sydneya Pollacka Pożegnanie z Afryką (Out of Africa, 1985) z Meryl Streep i Robertem Redfordem został uhonorowany nagrodą Złotego Globu oraz zdobył nominację do Oscara i Nagrody BAFTA. W dramacie Istvána Szabó Hanussen (1988) zagrał niemieckiego jasnowidza Klausa 'Hanussena' Schneidera.
W swoim dorobku ma także występ w dramatach: Jerzego Skolimowskiego Latarniowiec (The Lightship, 1986) z Robertem Duvallem, Ulice złota (Streets of Gold, 1986) u boku Adriana Pasdara i Wesleya Snipesa, Rewolucja francuska (La Révolution française, 1989) jako Georges-Jacques Danton z Andrzejem Sewerynem, Jane Seymour, Samem Neillem, Claudią Cardinale i François Cluzetem. Zagrał także w dreszczowcu Wydział Rosja (The Russia House, 1990) u boku Seana Connery i Michelle Pfeiffer, ekranizacji powieści Jacka Londona Biały Kieł (White Fang, 1991) z Ethanem Hawkiem oraz biblijnym telefilmie Harry’ego Winera Jeremiasz (Jeremiah, 1998) w roli króla Nabuchodonozora z tytułową rolą Patricka Dempseya i Leonor Varelą. 
W dramacie biograficznym Rembrandt (1999) był tytułowym holenderskim malarzem Rembrandtem van Rijn. W filmie Druidzi (Vercingétorix, 2001) u boku Christophera Lamberta wystąpił w roli Juliusza Cezara.
Zasiadał w jury konkursu głównego na 46. MFF w Wenecji (1989).
W 1963 poślubił Karin Katharinę Müller, z którą ma syna. Byli razem do jej śmierci 13 listopada 1992 w wieku 47 lat. W dniu 6 lipca 2007 Brandauer ożenił się ponownie – jego drugą żoną została Natalie Krenn.

## Filmografia

### filmy fabularne
- 1981: Mefisto (Mephisto) jako Hendrik Hoefgen
- 1983: Nigdy nie mów nigdy (Never Say Never Again) jako Largo
- 1985: Pułkownik Redl (Oberst Redl) jako pułkownik Alfred Redl
- 1985: Latarniowiec (The Lightship) jako kapitan Miller
- 1985: Pożegnanie z Afryką (Out of Africa) jako Bror Blixen i Hans Blixen
- 1986: Ulice złota (Streets of Gold) jako Alek Neuman
- 1988: Hanussen jako Klaus Schneider / Erik Jan Hanussen
- 1989: Rewolucja francuska (La Révolution française) jako Georges-Jacques Danton
- 1990: Wydział Rosja (The Russia House) jako Dante
- 1994: Felidae jako Pascal / Claudandus (głos)
- 1999: Rembrandt (1999) jako Rembrandt van Rijn
- 2000: Nurek (Dykaren) jako Orlov
- 2001: Druidzi (Vercingétorix) jako Juliusz Cezar
- 2009: Tetro jako Carlo / Alfie

### miniseriale i filmy TV
- 1978: Jan Krzysztof (Jean-Christophe) jako Jean-Christophe
- 1985: Quo Vadis? jako Neron
- 1998: Jeremiasz jako Nabuchodonozor
- 2006: Kronprinz Rudolf jako Cesarz Franciszek Józef

## Nagrody i nominacje
| Rok  | Festiwal, nagroda                                      | Kategoria                                                                   | Za                  | Wynik     |
| ---- | ------------------------------------------------------ | --------------------------------------------------------------------------- | ------------------- | --------- |
| 1986 | Nagroda Akademii Filmowej                              | Najlepszy aktor drugoplanowy                                                | Pożegnanie z Afryką | Nominacja |
| 2000 | Złoty Glob                                             | Najlepszy aktor drugoplanowy w serialu, miniserialu lub filmie telewizyjnym | Wschodząca gwiazda  | Nominacja |
| 1986 | Złoty Glob                                             | Najlepszy aktor drugoplanowy                                                | Pożegnanie z Afryką | Wygrana   |
| 1987 | Nagroda Brytyjskiej Akademii Filmowej                  | Najlepszy aktor drugoplanowy                                                | Pożegnanie z Afryką | Nominacja |
| 1982 | Nagroda Brytyjskiej Akademii Filmowej                  | Najbardziej obiecujący pierwszoplanowy debiut aktorski                      | Mefisto             | Nominacja |
| 2000 | Nagroda Emmy                                           | Najlepszy drugoplanowy aktor w miniserialu lub filmie telewizyjnym          | Wschodząca gwiazda  | Nominacja |
| 1988 | Europejska Nagroda Filmowa                             | Najlepszy aktor                                                             | Hanussen            | Nominacja |
| 1982 | David di Donatello                                     | Najlepszy aktor zagraniczny                                                 | Mefisto             | Wygrana   |
| 1985 | Nagroda Stowarzyszenia Nowojorskich Krytyków Filmowych | Najlepszy aktor drugoplanowy                                                | Pożegnanie z Afryką | Wygrana   |